# Bahnstrecke Ochtrup–Rheine
| |                                      |                               |                               |
| Streckennummer (DB): | 2020                                 |                               |                               |
| Kursbuchstrecke: | 195b (1934) 224e (1946) zuletzt 224f |                               |                               |
| Streckenlänge: | 22 km                                |                               |                               |
| Spurweite: | 1435 mm (Normalspur)                 |                               |                               |
| |                                      |                               |                               |
| \| \| \| von Enschede \| \| \| \| −0,3 \| Ochtrup \| Ochtrup \| \| \| \| nach Steinfurt \| \| \| \| 2,0 \| Langenhorst \| Langenhorst \| \| \| 4,7 \| Welbergen \| Welbergen \| \| \| 9,3 \| Wettringen \| Wettringen \| \| \| 11,5 \| Maxhafen \| Maxhafen \| \| \| 14,4 \| Neuenkirchen (Kr Steinfurt) \| Neuenkirchen (Kr Steinfurt) \| \| \| 18,7 \| Wadelheim \| Wadelheim \| \| \| \| Strecke von Spelle \| \| \| \| \| Emslandstrecke von Salzbergen \| \| \| \| 21,6 \| Rheine \| Rheine \| \| \| \| nach Osnabrück \| \| \| \| \| nach Münster \| \| \| \| \| nach Steinfurt \| \| \| \| \| \| \| \| Quellen: [1][2] \| \| \| \| |                                      |                               |                               |
| Strecke |                                      | von Enschede                  | von Enschede                  |
| Bahnhof | −0,3                                 | Ochtrup                       | Ochtrup                       |
| Abzweig ehemals geradeaus und nach rechts |                                      | nach Steinfurt                | nach Steinfurt                |
| Bahnhof (Strecke außer Betrieb) | 2,0                                  | Langenhorst                   | Langenhorst                   |
| Haltepunkt / Haltestelle (Strecke außer Betrieb) | 4,7                                  | Welbergen                     | Welbergen                     |
| Haltepunkt / Haltestelle (Strecke außer Betrieb) | 9,3                                  | Wettringen                    | Wettringen                    |
| Haltepunkt / Haltestelle (Strecke außer Betrieb) | 11,5                                 | Maxhafen                      | Maxhafen                      |
| Bahnhof (Strecke außer Betrieb) | 14,4                                 | Neuenkirchen (Kr Steinfurt)   | Neuenkirchen (Kr Steinfurt)   |
| Haltepunkt / Haltestelle (Strecke außer Betrieb) | 18,7                                 | Wadelheim                     | Wadelheim                     |
| Abzweig ehemals geradeaus und von links |                                      | Strecke von Spelle            | Strecke von Spelle            |
| Abzweig geradeaus und von links |                                      | Emslandstrecke von Salzbergen | Emslandstrecke von Salzbergen |
| Bahnhof | 21,6                                 | Rheine                        | Rheine                        |
| Abzweig geradeaus und nach links |                                      | nach Osnabrück                | nach Osnabrück                |
| Abzweig ehemals geradeaus und nach links |                                      | nach Münster                  | nach Münster                  |
| Strecke (außer Betrieb) |                                      | nach Steinfurt                | nach Steinfurt                |
| |                                      |                               |                               |
| Quellen: |                                      |                               |                               |

Die Bahnstrecke Ochtrup–Rheine war eine eingleisige und nicht elektrifizierte Nebenbahn im nördlichen Münsterland zwischen Rheine und Ochtrup.

## Geschichte
Die Strecke wurde im Jahr 1905 eröffnet.
- Im Bahnhof Rheine bestand Anschluss zur Bahnstrecke Löhne–Rheine, Emslandstrecke, Tecklenburger Nordbahn und zur Bahnstrecke Duisburg–Quakenbrück.
- In Ochtrup war sie mit der Bahnstrecke Münster–Enschede verknüpft.

### Stilllegung
Der Personenverkehr auf der Bahnstrecke wurde am 28. September 1969 eingestellt. Gleichzeitig wurde auch der Güterverkehr zwischen Langenhorst und Wettringen beendet und dieses Streckenstück stillgelegt. Für den weiteren Güterverkehr kam die Einstellung in zwei Schritten: Zunächst am 29. September 1984 das Teilstück zwischen Ochtrup und Langenhorst, am 30. Dezember 1988 der östliche Abschnitt von Wettringen nach Rheine. Am Kieswerk in Neuenkirchen/Offlum erfolgten zu der Zeit noch Transporte mit Straßenrollern.

### Bahntrassenradweg
Bereits 1978 wurde beschlossen, das Teilstück zwischen Ochtrup und Wettringen zum Radweg umzubauen. In den 1990er-Jahren war die Maßnahme auf der gesamten Strecke abgeschlossen, allerdings überwiegend mit wassergebundener Decke. Seit dem Jahr 2017 ist der Abschnitt von Rheine bis Wettringen komplett asphaltiert. Das kreuzungsfreie Stück vom ehemaligen Bahnhof in Neuenkirchen bis zum Offlumer See ist mit Leuchten ausgestattet.

## Verlauf

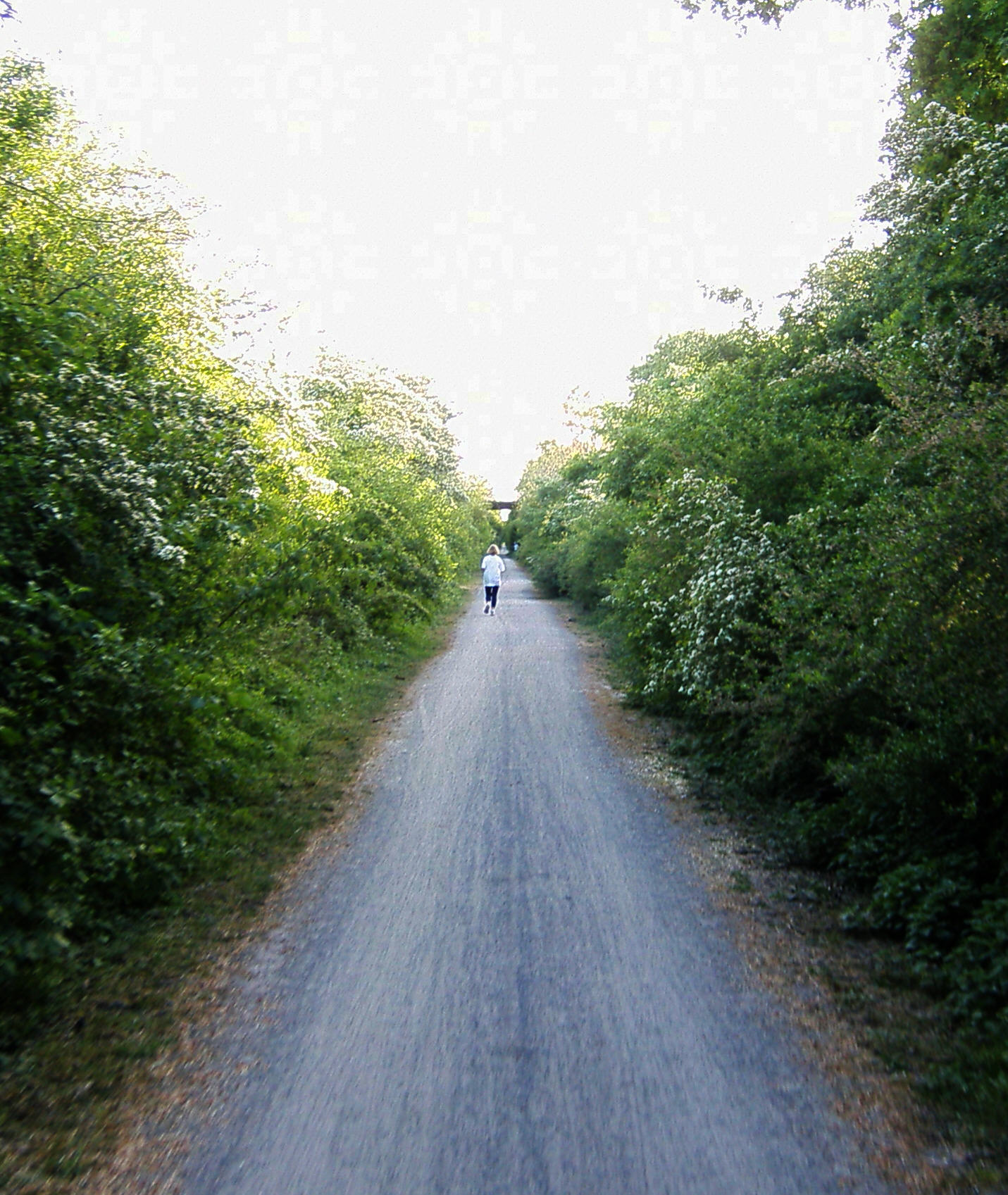
Geländeeinschnitt am Thieberg, 1 km vor Bahnhof Neuenkirchen (Kr Steinfurt)

Von Rheine aus gesehen nimmt die Bahnstrecke folgenden Verlauf: Gemeinsam mit der Strecke nach Quakenbrück verlässt sie den Bahnhof in nordwestlicher Richtung. Beide laufen mehrere hundert Meter unmittelbar nebeneinander, dann verlaufen sie nachfolgend in genau entgegengesetzten Richtungen: Die Bahnlinie nach Quakenbrück schwenkt nach Nordosten und läuft schnurgerade auf das mehr als 20 km entfernte Freren zu.

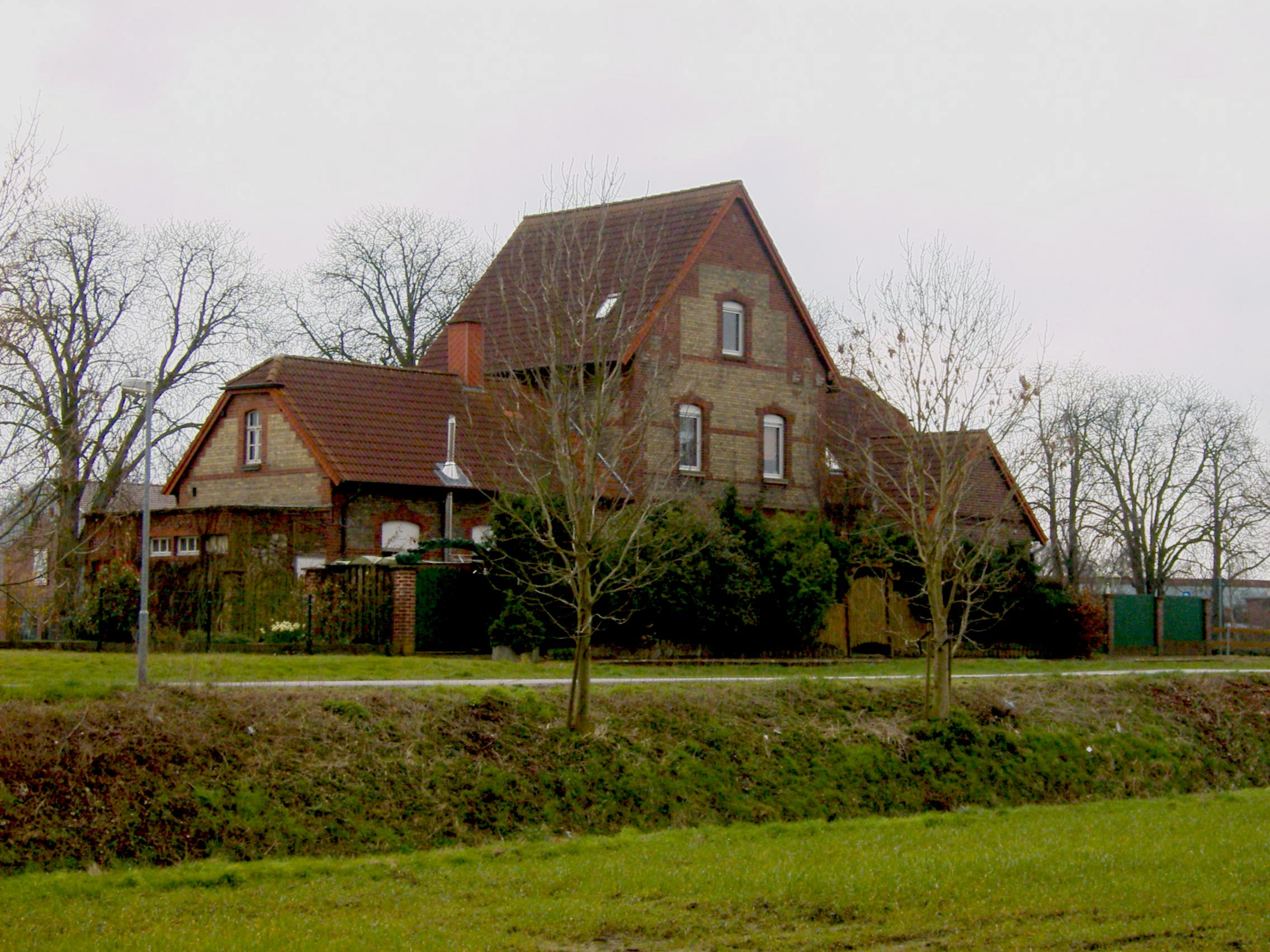
Ehemaliger Bahnhof Neuenkirchen (Kr Steinfurt) (heute Privatbesitz)

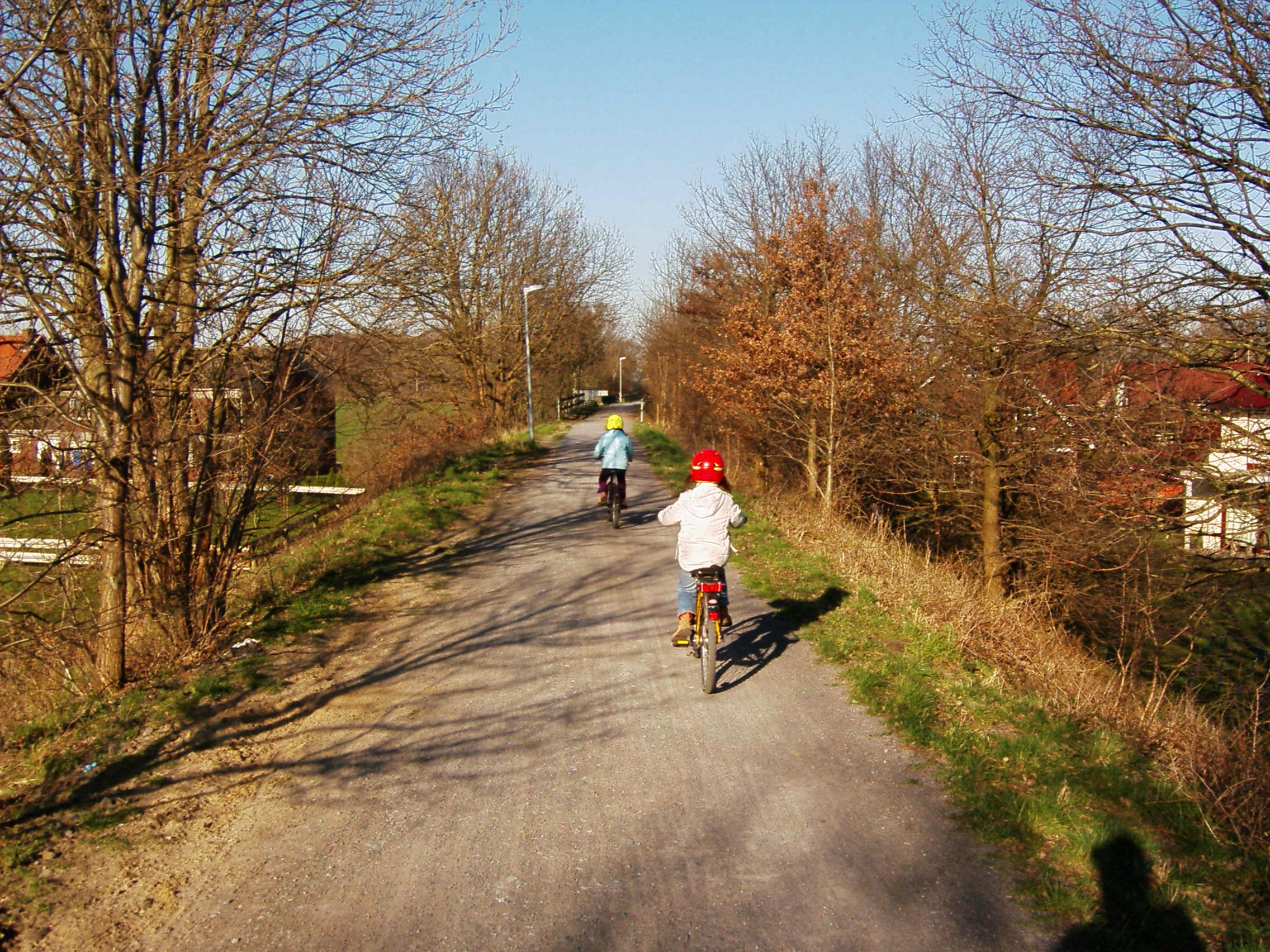
Radweg in Neuenkirchen auf dem ehemaligen Bahndamm. Bild vom Februar 2007 zeigt den Radweg noch mit wassergebundener Decke.

Der Verlauf der Ochtruper Strecke ist kurvenreicher. Zunächst beschreibt sie einen langgestreckten Bogen bis zum Bahnhof der Bauerschaft Wadelheim, von dem nur noch Reste vorhanden sind. Um die nächste Station zu erreichen, muss die Bahn in mehreren Windungen den Thieberg überqueren. Auf der anderen Seite liegt die Gemeinde Neuenkirchen.

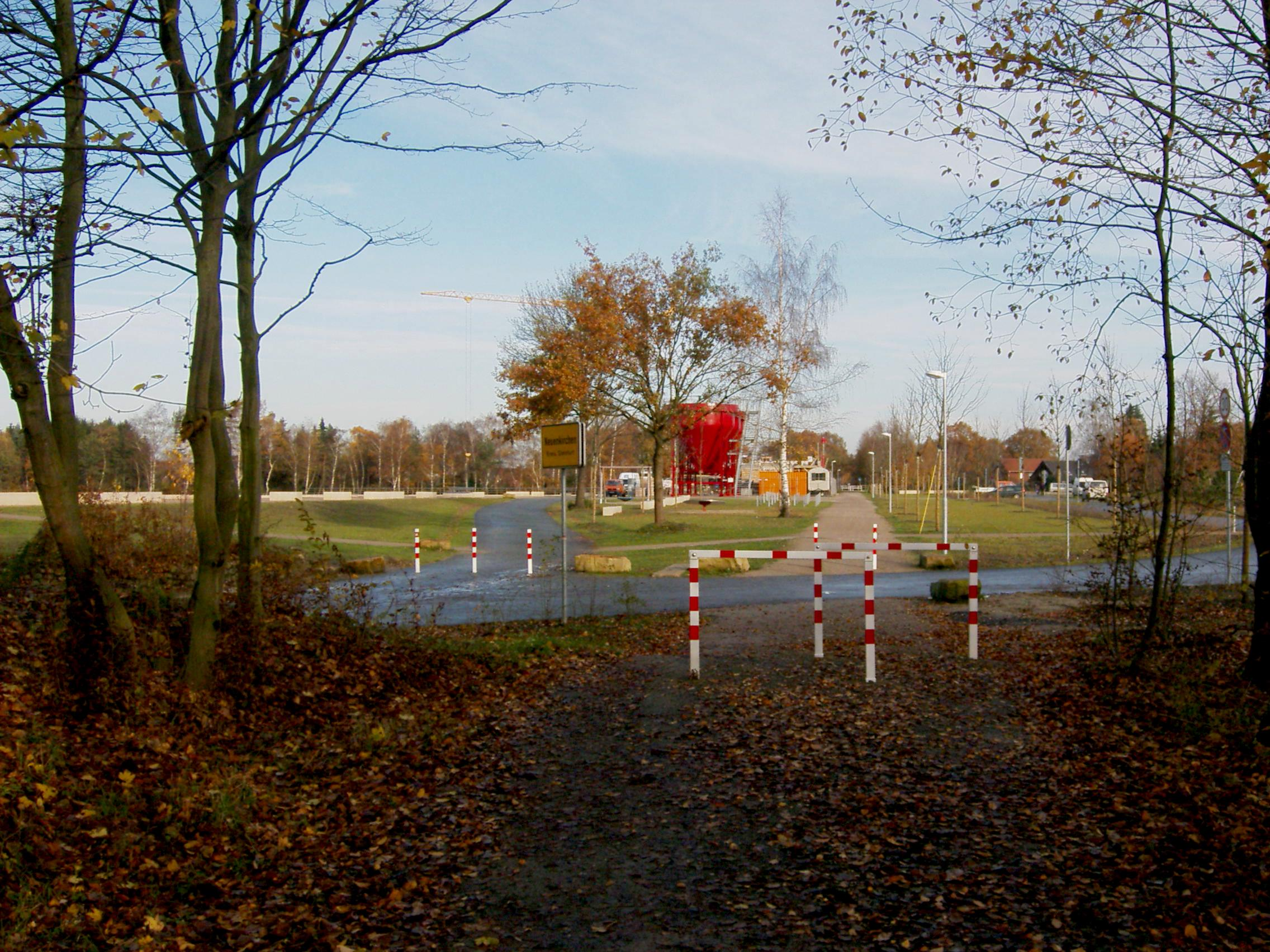
Radweg am Offlumer See auf dem ehemaligen Bahndamm

Von dort führt die Strecke vorbei am Offlumer See, der aus einer Kiesgrube auf dem Münsterländer Kiessandzug entstanden ist, nach Maxhafen. Maxhafen war der Endpunkt des inzwischen verlandeten Max-Clemens-Kanal, der vor dem Bau der Bahnstrecke Münster–Rheine einen Teil der Verkehrsverbindung Westfalens mit der deutschen Nordseeküste und den Niederlanden bildete.
Nächste Station ist Wettringen. Das letzte Teilstück von Wettringen über Welbergen und Langenhorst nach Ochtrup wurde bereits kurz nach der Stilllegung demontiert. Als die Gleise noch vorhanden waren, trafen sie in Ochtrup auf die Bahnstrecke Münster–Enschede. Damit besaß die Strecke Rheine-Ochtrup eine Verbindung zur niederländischen Grenze, sodass von Rheine durchgehende Züge bis zur niederländischen Stadt Enschede verkehren konnten.

## Bedeutung
Unter volkswirtschaftlichen Gesichtspunkten war diese Bahnlinie immer von weitaus geringerer Bedeutung als die meisten anderen von Rheine ausgehenden Eisenbahnstrecken. Denn zwischen den Städten Rheine und Ochtrup liegen nur einige kleine Gemeinden und Bauerschaften. 
Hauptnutznießer dieses Projekts waren die Gemeinden Neuenkirchen und Wettringen, die ihren Bürgern auf diese Weise eine bequeme Reiseverbindung in die Nachbarstädte verschafften. Außerdem erhielten die heimischen Textilbetriebe endlich einen Eisenbahnanschluss an die überregionalen Verkehrswege, nachdem sie beim Bau der Bahnstrecke Münster–Rheine leer ausgegangen waren.
Damals hatten sich verschiedene münsterländische Städte und Gemeinden vergeblich bemüht, anstelle einer Direktverbindung zwischen Münster und Rheine einen Umweg über Burgsteinfurt durchzusetzen. Eine Bahnstrecke von Rheine nach Dorsten wurde 1879 gebaut und Neuenkirchen erhielt 1892 die Bahnstation Neuenkirchen Land, 4 km südlich vom Ortskern. Wettringen wurde von dieser Verbindung nur am Rande gestreift und bekam keinen Bahnhof. So musste sich dieser Ort noch bis zum 12. Oktober 1905 gedulden: An diesem Tag wurde die nur ca. 22 km lange Eisenbahnlinie eröffnet.

### Weitere Literatur
- Stefanie Dankbar, Gudrun Schröder: (K)ein Anschluß für Wettringen. Van de Berg, Enschede 1992, ISBN 90-70986-86-8. (der Beitrag entstand im Rahmen des Schülerwettbewerbs Deutsche Geschichte um den Preis des Bundespräsidenten)